# Alejandro Gomes Rodríguez
Alejandro Jesús Gomes Rodríguez (Caracas, 11 maart 2008 ) is een in Venezuela geboren Engels voetballer die bij voorkeur als aanvaller speelt. Hij speelt bij Olympique Lyonnais.

## Clubcarrière
Gomes Rodríguez werd geboren in Venezuela en trok op jonge leeftijd naar Engeland waar hij voetbalde in de jeugd bij Eastleigh FC en Southampton. In 2024 trok hij naar Olympique Lyonnais. Op 4 mei 2025 debuteerde hij in de Ligue 1 tegen RC Lens.
1 Lopes ·
3 Tagliafico ·
4 Akouokou ·
6 Caqueret ·
7 Veretout ·
8 Tolisso ·
9 Orban ·
10 Lacazette  ·
11 Fofana ·
15 Tessmann ·
16 Vinícius ·
17 Benrahma ·
18 Cherki ·
19 Niakhaté ·
20 Kumbedi ·
22 Mata ·
23 Perri ·
27 Omari ·
28 Da Silva ·
31 Matić ·
34 Diawara ·
37 Nuamah ·
40 Descamps ·
55 Ćaleta-Car ·
69 Mikautadze ·
98 Maitland-Niles ·
Coach: Sage
· Keeperstrainer: Vercoutre